# Pachythone lateritia
Pachythone lateritia är en fjärilsart som beskrevs av Bates 1868. Pachythone lateritia ingår i släktet Pachythone och familjen Riodinidae. Inga underarter finns listade i Catalogue of Life.